# Павлівщина (Золотоніський район)
Павлі́вщина — село в Україні, в Золотоніському районі Черкаської області. Входить до складу Драбівської селищної громади.

## Населення

### Мовний склад
Рідна мова населення за даними перепису 2001 року:
| Мова       | Чисельність, осіб | Доля     |
| ---------- | ----------------- | -------- |
| Українська | 334               | 98,24 %  |
| Російська  | 6                 | 1,76 %   |
| Разом      | 340               | 100,00 % |

## Історія
До 90-х років XVIII століття хутір називався Неверовщиною від прізвища своїх осадників. У 1790 році його назвали «деревней Павловщина» на честь одного з братів Неверовських — Павла, що служив Катеринославським віце-губернатором у Новоросійському краї за доби Потьомкіна.
Селище є на мапі 1826-1840 раків.
Селище було приписане до Троїцької церкви у Михайлівці
Село постраждало внаслідок геноциду українського народу, проведеного радянським окупаційним урядом 1932-1933 та 1946-1947 роках.

### Сучасність
У селі працюють: сільський клуб, у якому діє фольклорний народний колектив «Павлівщаночка» (керівник Петреченко Ніна Миколаївна), сільська бібліотека, фельдшерсько-акушерський пункт, ФГ «Петренко», продовольчий магазин райСТ та кафе-бар приватного підприємця.

## Уродженці
- Шаповал Іван Павлович (* 26 вересня 1909) — український скульптор і педагог.